# Taxonomia de Flynn
A taxonomia de Flynn   Baseia-se no fato de um computador executar uma sequência de instruções de dados, diferencia-se o fluxo de instruções e o fluxo de dados.
Abrange quatro classes de arquiteturas de computadores:
- SISD (Single Instruction Single Data): Fluxo único de instruções sobre um único conjunto de dados.
- SIMD (Single Instruction Multiple Data): Fluxo único de instruções em múltiplos conjuntos de dados.
- MISD (Multiple Instruction Single Data): Fluxo múltiplo de instruções em um único conjunto de dados.
- MIMD (Multiple Instruction Multiple Data): Fluxo múltiplo de instruções sobre múltiplos conjuntos de dados.

Uma explicação sobre o tema pode ser encontrado em (Tanenbaum, 2001) (Tanenbaum, 2001)

## Classificação de Flynn
{\displaystyle {\begin{array}{cc}&{\color {Red}{\text{ Fluxo de Dados }}}\\{\color {Red}{\text{ Fluxo de Instruções }}}&{\begin{array}{|c|c|c|}\hline &{\color {Blue}{\text{ Único }}}&{\color {Blue}{\text{ Múltiplo }}}\\\hline {\color {Blue}{\text{ Único }}}&{\text{ SISD }}&{\text{ SIMD }}\\&{\text{ Single Instruction Single Data }}&{\text{ Single Instruction Multiple Data }}\\&{\text{ Instrução Simples de Dados Simples }}&{\text{ Instrução Simples de Múltiplos Dados }}\\\hline {\color {Blue}{\text{ Múltiplo }}}&{\text{ MISD }}&{\text{ MIMD }}\\&{\text{ Multiple Instruction Single Data }}&{\text{ Multiple Instruction Multiple Data }}\\&{\text{ Instrução Múltiplas de Dados Simples }}&{\text{ Instrução Múltiplas de Dados Múltiplos }}\\\hline \end{array}}\\\end{array}}}